# Большепичугино
Большепичугино — деревня в Тисульском районе Кемеровской области. Входит в состав Тамбарского сельского поселения.

## География
Центральная часть населённого пункта расположена на высоте 289 метров над уровнем моря.

## Население
По данным Всероссийской переписи населения 2010 года, в деревне Большепичугино проживает 199 человек (95 мужчин, 104 женщины).